# Ólafía Einarsdóttirová
Ólafía Einarsdóttirová, vlastním jménem Ólafía Einarsdóttir (28. července 1924 Hafnarfjörður – 19. prosince 2017 Kodaň) byla islandská historička a archeoložka.
Specializovala se zejména na islandskou chronologii a islandské ságy.